# 中村匡汰
中村 匡汰（なかむら こうた、1998年2月21日 - ）は、ジャパンラグビーリーグワンクリタウォーターガッシュ昭島に所属するラグビー選手。

## プロフィール
- ポジションはロック(LO)。
- 身長 188 cm、体重 107 kg

## 来歴
2016年、東海大相模高校を卒業後、東海大学に入る。
2020年、東海大学卒業後、栗田工業ウォーターガッシュ(現・クリタウォーターガッシュ昭島)に加入。
2021年2月13日に行われたジャパンラグビートップチャレンジリーグ第1節の日本製鉄釜石シーウェイブス戦に先発出場で公式戦初出場を果たした。